# Carl O’Lynch of Town
Carl O’Lynch of Town (* 22. Juni 1869 in Laibach, heute Ljubljana; † 31. Januar 1942 in Genua) war ein österreichisch-deutscher Maler des Impressionismus irischer Abstammung.

Carl O’Lynch of Town: Windmühle an der Gracht

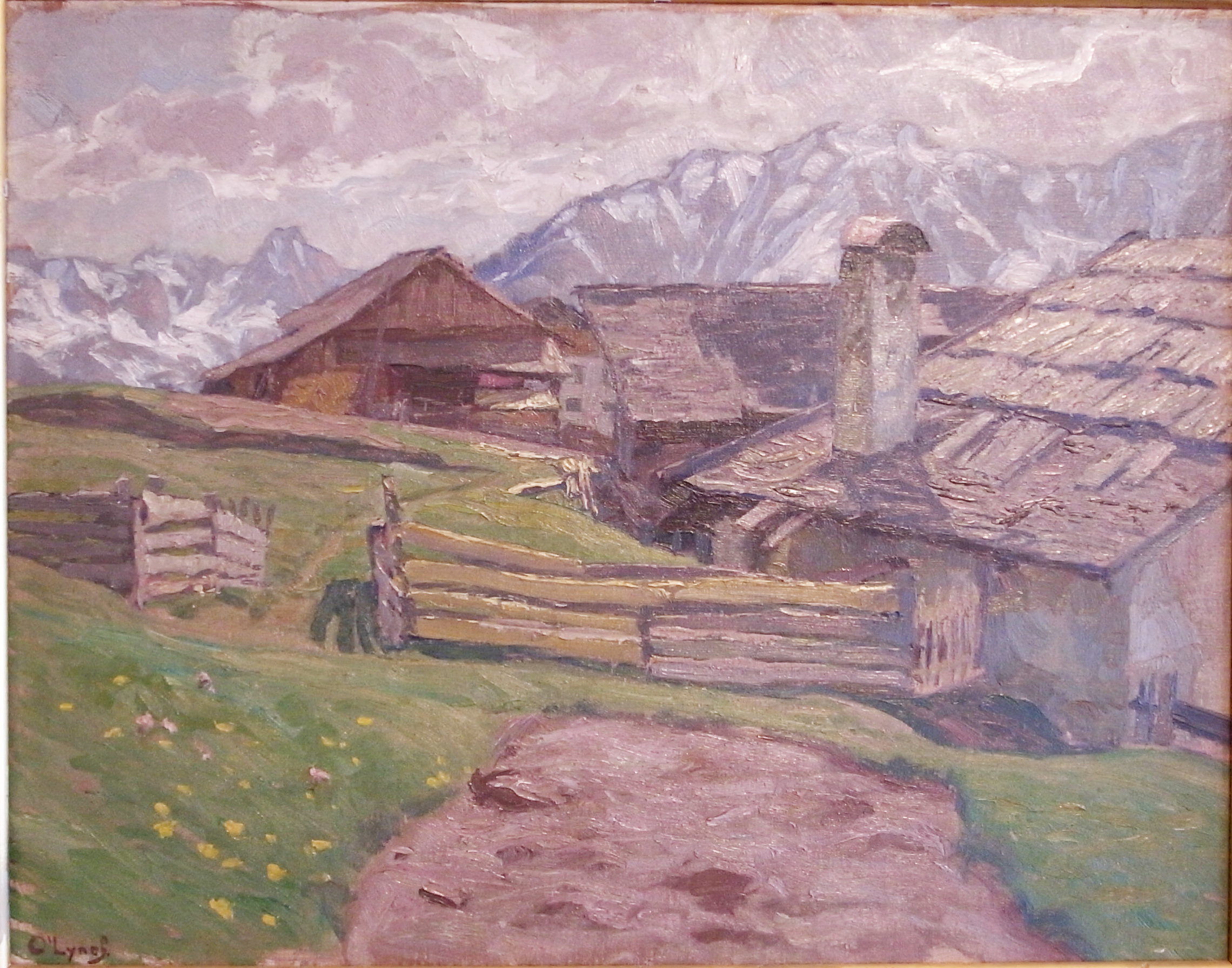
Carl O’Lynch of Town: Almlandschaft, Privatbesitz Graz

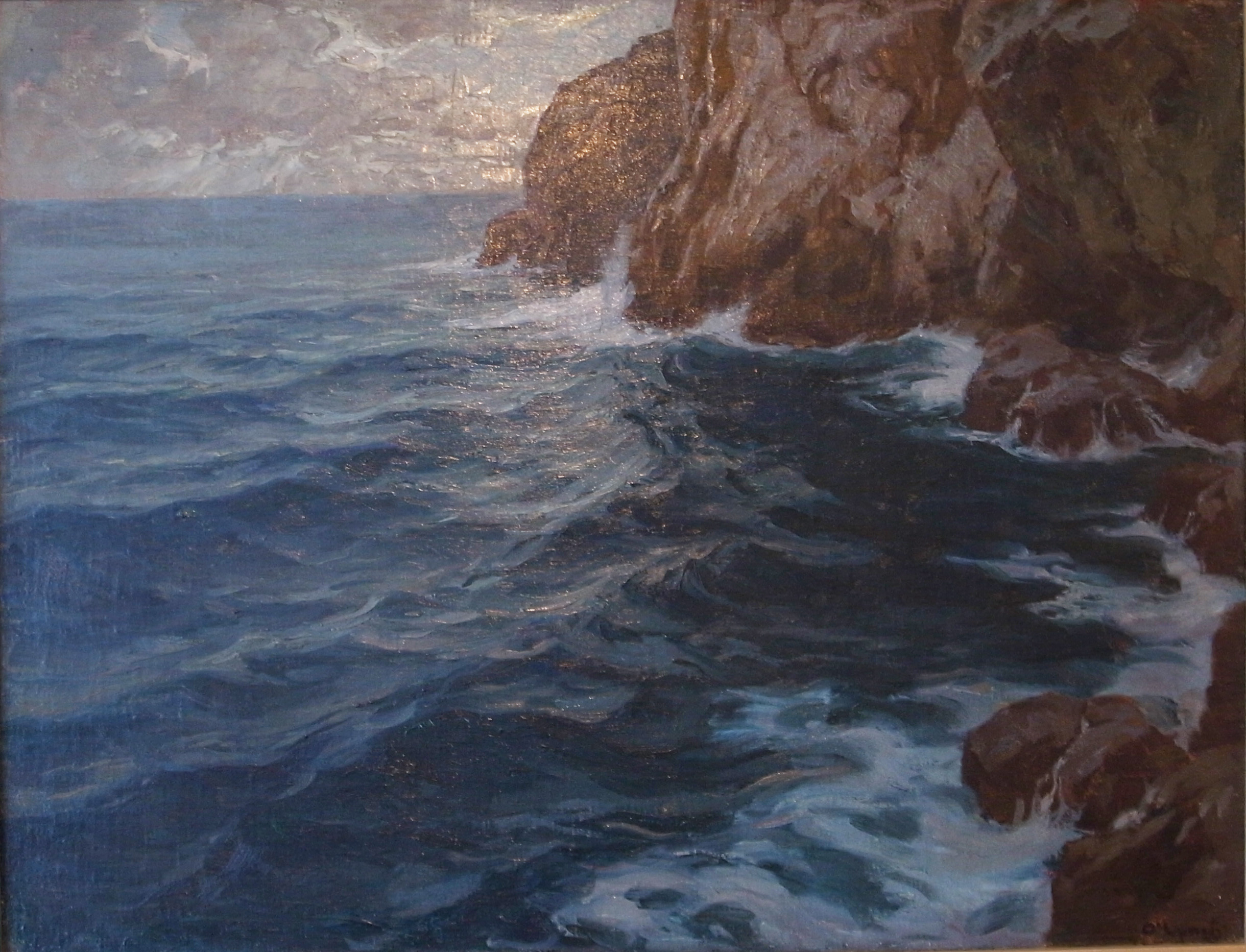
Carl O’Lynch of Town: Kueste von Genua, Privatbesitz Graz

## Herkunft und Lebenslauf
Carl O’Lynch of Town entstammte dem weitverzweigten irischen Patriziergeschlecht der Lynch (Familie) in der Stadt Galway, das auf dem Lynch Castle ansässig und Förderer des College of St. Nicholas in Galway war. Mit James O’Lynch de Lynch Town kam Ende des 17. Jahrhunderts ein Angehöriger in die österreich-ungarische Monarchie. Das Prädikat: de Town (of Town, von Town) wurde durch einen Adelsbrief erworben. (siehe: James F. Kenney: Early History of Ireland, Dublin 1966) Seine Nichte Sidonia (Sida) O’Lynch de Lynch Town, verehelicht mit Hermann Sölch (1859–1926), Realitätenbesitzer in Slowenien, war die Schwägerin der Schriftstellerin Irmgard Höfer von Feldsturm (1865–1919), geborene Sölch (siehe: Stammfolge Sölch aus Zettendorf, Kreis Eger in Böhmen, Deutsches Geschlechterbuch, Band 214, 58. Allgemeiner Band, 2002, Limburg an der Lahn, Seite 1021 und 1022). Er selbst war zweimal verehelicht; in 1. Ehe mit Antonia Anna Erkenger (1871–1913), in 2. Ehe mit Malvine Hermann.
Von 1888 bis 1890 besuchte Carl O’Lynch of Town die Grazer Zeichenakademie, danach studierte er an der Wiener Kunstakademie bei Siegmund L’Allemand (1840–1910) und an der Akademie der Bildenden Künste München bei Gabriel von Hackl (1843–1926) und Nikolaus Gysis (1842–1901). Im Jahr 1904 stellte er in Graz auf der 5. Jahresausstellung des Vereins bildender Künstler Steiermarks Ölgemälde aus. Obwohl der Künstler seinen Hauptsitz in München hatte, beschickte er regelmäßig sowohl Wiener als auch Grazer Ausstellungen. Dabei stand er unter dem Einfluss von Emil Jakob Schindler (1842–1892) und seines Künstlerkreises. 
Von 1904 bis 1906 war er Mitglied im Hagenbund. 1908 erhielt der Künstler die große österreichische Staatsmedaille. 1929 wurde ihm die Goldene Medaille der Stadt Graz zuerkannt. Zahlreiche Studienreisen und Aufenthalte führten ihn nach Italien, Holland, Belgien, Südengland, an die Nord- und Ostsee. Als Landschaftsmaler bevorzugte er als Sujet in erster Linie das Meer und seine Küstenregionen, welche ihn besonders faszinierten und die er in malerischen, stimmungsvollen Bildern festhielt. Während seines Aufenthaltes in der Künstlerkolonie Dachau erwachte auch seine Liebe für das Hochgebirge, welches das entscheidende Thema seiner Spätzeit bleiben sollte – seine Motive fand er in den oberbayrischen, den österreichischen Alpen und den Dolomiten Südtirols. Neben Alfred Zoff (1852–1927) und Eduard Ameseder (1856–1938) gilt Carl O’Lynch of Town auch als einer der wichtigsten steirischen Künstler der Jahrhundertwende. Carl O’Lynchs Stil erinnert teilweise an den Max Liebermanns.
Seine Werke befinden sich heute in Privatbesitz sowie in verschiedenen europäischen Museen (u. a. Neue Pinakothek München, Österreichische Galerie Belvedere Wien, Neue Galerie Graz, Leopold-Hoesch-Museum Düren).
Carl O’Lynch of Town wurde in einer Gruft am Zentralfriedhof Graz bestattet.